# La Maison près de la fontaine
Singles de Nino Ferrer
Viens tous les soirs
(1970) Le Sud
(1975)
La Maison près de la fontaine est une chanson écrite, composée et interprétée par Nino Ferrer. Enregistrée en 1971, elle figure sur l'album Métronomie publié au début de l'année suivante.
Elle évoque le temps qui passe et efface les traces d'une époque idéalisée, dans le cadre d'une transformation profonde de la société française, marquée par une urbanisation rapide et la mise en place d'une société de consommation. Cette nostalgie d'un temps brusquement balayé est fréquente dans les chansons de cette période :  La Maison où j'ai grandi de Françoise Hardy, Le petit jardin de Jacques Dutronc, Qui a tué grand'maman ? de Michel Polnareff, Donnez-nous des jardins de Pierre Perret en sont quelques exemples.

## Une place symbolique dans l'œuvre de l'artiste
Après trois années passées en Italie, lors desquelles il a animé une émission de télévision diffusée par la RAI, et découvert de nouveaux styles musicaux, Nino Ferrer veut, avec Métronomie, son premier véritable album, rompre avec son image de faiseur de tubes sans prétention (Mirza, Le téléfon…), ne plus sortir de 45 tours vite consommés et s'imposer dans l'esprit du public comme un véritable artiste rock, capable de rivaliser avec les stars anglo-saxonnes de l'époque.  
Ainsi, ce concept-album critique la société de consommation et propose des titres de rock progressif (Métronomie I et II), psychédélique (Cannabis, Freak), de blues (Pour oublier qu'on s'est aimé) ou encore de pop jazzy (La Maison près de la fontaine). La plupart des morceaux ont été composés durant cette période italienne, durant laquelle Nino Ferrer a rencontré des musiciens qui lui ont permis d'enrichir sa palette musicale. L'album Rats and Rolls, qui correspond à un concert  réalisé à Rome en octobre 1970, redécouvert lors de la parution d'une intégrale de l'artiste en 2004, en témoigne.  
Pour Nino Ferrer, La Maison près de la fontaine (initialement Povero Cristo sur l'album Rats and Rolls) n'est que le deuxième morceau de la face B de Métronomie, lequel est un échec commercial malgré un bon accueil critique. Sa maison de disque publie un unique 45 tours issu de cet album où le titre figure en face B, amputé de son introduction instrumentale. La Maison près de la fontaine devient pourtant un tube largement diffusé sur les radios françaises, et le 45 tours se vend à 500 000 exemplaires.  Ceci marque selon l'artiste le début de ses ennuis, le cantonnant au rôle de collectionneur de succès populaires, et éclipsant l'essentiel de ses albums.

## Liste des pistes
| - 45 tours Riviera 121.411 L (1971) 1. Les Enfants de la patrie (3:28) 2. La Maison près de la fontaine (3:05) | - 45 tours Barclay 62 135 (1975), 1. La Maison près de la fontaine (3:47) 2. Pour Oublier Qu'on S'est Aimé (3:20) |